# Olga Cronstedt
Olga Pavlovna Cronstedt, född Eliena 11 juli 1908 på Krim, Guvernementet Taurien, Kejsardömet Ryssland, död 20 oktober 1994 i Engelbrekts församling, Stockholm, var en svensk grevinna och målare.

## Biografi
Cronstedt studerade konst för Roland Gray i London 1932–1937 samt under resor i bland annat Frankrike, Österrike, Spanien och Italien. Separat ställde hon ut i London 1937 med en rad akvareller med Stockholmsmotiv. Tillsammans med Carla Wellendorf och Tamara Wolkonsky ställde hon ut på Galerie Moderne i Stockholm 1942. Hon medverkade i samlingsutställningar med Föreningen Svenska Konstnärinnor, Statens konstråds utställning på Liljevalchs konsthall, Stockholm stadsmuseums vårutställning och samlingsutställningar i London.
Cronstedts konst består av porträtt, blomstertavlor, landskap och stadsskildringar från bland annat Stockholm. Hon är representerad vid Moderna museet, Stockholms stadsmuseum och i London.
Hon var dotter till kaptenen Pavel Elien och Maria Filina samt gift andra gången med arkitekten Rudolf Cronstedt. Hon är mor till juristen Claes Cronstedt.